# Юнацька вулиця (Київ, Святошинський район)
Юна́цька ву́лиця — вулиця у Святошинському районі міста Києва, місцевість Новобіличі. Пролягає від вулиці Олега Мудрака до Клавдіївської вулиці.
Прилучаються вулиці Рубежівська і Рахманінова.

## Історія
Вулиця виникла у першій половині XX століття під назвою 395-а Нова. Сучасна назва — з 1944 року.